# Любеново (област Хасково)
Вижте пояснителната страница за други значения на Любеново.
Любеново е село в Южна България. То се намира в община Хасково, област Хасково. Има около 100 къщи. Любеново е село на столетници. Повечето от сградите – жилищни и стопански са със здрава каменна зидария.

## География
Село Любеново, Хасковска област, се намира в Южен-Централен регион на България. Разстоянието до град Хасково е 19 км.

## История
Край селото, в местността „Калето“, са открити останки от антична и ранносредновековна крепост. В нея е разкрита еднокорабна църква от V век, на мястото на която през средновековието се развива некропол.
Любеново е основано в средата на 19 век, след Кримската война. В горната му част е имало турски къщи, българите аргати живеели в отделна махала. Първоначално името е било Гюнели (в превод от турски – Слънчево село).

## Население
Численост
Численост на населението според преброяванията през годините:
| \| Година на преброяване \| Численост \| \| --------------------- \| --------- \| \| 1934 \| 474 \| \| 1946 \| 498 \| \| 1956 \| 468 \| \| 1965 \| 335 \| \| 1975 \| 220 \| \| 1985 \| 190 \| \| 1992 \| 176 \| \| 2001 \| 113 \| \| 2011 \| 89 \| \| 2021 \| 73 \| |           |
| Година на преброяване | Численост |
| 1934 | 474       |
| 1946 | 498       |
| 1956 | 468       |
| 1965 | 335       |
| 1975 | 220       |
| 1985 | 190       |
| 1992 | 176       |
| 2001 | 113       |
| 2011 | 89        |
| 2021 | 73        |

### Етнически състав
Преброяване на населението през 2011 г.
Численост и дял на етническите групи според преброяването на населението през 2011 г.:
|                     | Численост | Дял (в %) |
| Общо                | 89        | 100,00    |
| Българи             | 89        | 100,00    |
| Турци               | 0         | 0,00      |
| Цигани              | 0         | 0,00      |
| Други               | 0         | 0,00      |
| Не се самоопределят | 0         | 0,00      |
| Неотговорили        | 0         | 0,00      |

## Религии
Църквата е вдигната през 1896 година.

## Културни и природни забележителности
В селото има Паметна плоча на загиналите от с. Любеново във войните през 1912 – 1913 и 1915 – 1918 г.

## Други
Любеново единственото населено място в община Хасково без питейна вода. Повечето жители си наливат вода от 6-те улични чешми, направени през 1936 година. От септември 2007 година трикилометров водопровод идва от село Родопи и захранва Любеново. 21 къщи вече имат прекарани тръби, останалите ще се водоснабдяват поетапно.